# Bernard Fergusson
Pour les articles homonymes, voir Fergusson.
Bernard Edward Fergusson (6 mai 1911 – 28 novembre 1980) est un général de brigade (brigadier) de l'Armée de terre britannique  et homme d'État. Il est le dernier gouverneur général de Nouvelle-Zélande de nationalité britannique.

## Biographie
Il fait ses études au collège d'Eton puis à l’Académie royale militaire de Sandhurst.
Nommé sous-lieutenant des Black Watch le 27 août 1931 (matricule 52627), il sert en Palestine avant la guerre, notamment comme aide de camp du général Archibald Wavell.
À la déclaration de guerre, il est instructeur à Sandhurst. Il suit une formation rapide à l’école de guerre de Camberley.
Capitaine, il est cité le 30 décembre 1941 (opérations au Moyen-Orient). En juillet 1941, il quitte Le Caire pour New Delhi, affecté à l'état-major en Inde.
Pendant la première campagne de Birmanie, simple commandant, il est à la tête, en 1943, de la 5e colonne du 2e groupe Nord de la 77e brigade d’infanterie indienne Chindits. Il est décoré de l'ordre du Service distingué le 5 août 1943 (campagne de Birmanie).
Général de brigade, il commande la 16e brigade d’infanterie Chindits lors de la deuxième campagne de Birmanie en 1944. Il est de nouveau cité le 26 avril 1945.
Il est directeur des opérations combinées au ministère de la Guerre en 1945-1946.
Colonel, il commande le 1er bataillon des Black Watch, en Allemagne en 1948.
Il est nommé inspecteur général de la police en Palestine après l'assassinat en 1948, à Jérusalem, du président de la Croix-Rouge suédoise et médiateur de l'ONU dans le conflit israélo-arabe, le comte Folke Bernadotte.
Lieutenant-colonel en 1952 et colonel en 1953. En 1954, il suit les cours du Collège impérial de défense.
En octobre 1956, lors de la crise de Suez, il est à Chypre, responsable de la guerre psychologique.
Nommé commandant d’une brigade d’infanterie, à Douvres, il prend sa retraite en 1958.
Gouverneur général de Nouvelle-Zélande de 1962 à 1967, il est promu chevalier grand-croix de l’ordre de Saint-Michel et Saint-Georges (GCMG) en 1962 puis chevalier grand-croix de l’ordre royal de Victoria (GCVO) en 1963.
En 1968-1969, il commande le contingent britannique d’observateurs des Nations unies au Nigéria, pendant la guerre civile.
Il est fait baron Ballantrae à vie le 10 juillet 1972 et nommé chevalier de l’ordre du Chardon (KT) le 30 novembre 1974.
Il est aussi historien militaire, auteur notamment de The Watery Maze (Collins - 1961), consacré aux opérations combinées.

## Décorations
- Chevalier de l'ordre du Chardon (KT-1974)
- Chevalier grand-croix de l'ordre de Saint-Michel et Saint-George (GCMG-1962)
- Chevalier grand-croix de l'ordre royal de Victoria (GCVO-1963)
- Compagnon de l'ordre du Service distingué (DSO-1943)
- Officier de l'ordre de l'Empire britannique (OBE)
- Chevalier du très vénérable ordre de Saint-Jean (KStJ-1962)
- Citations (30/12/41, 26/04/1945)

## Source
- (en) Stephen Dorril, MI6 : inside the covert world of Her Majesty's secret intelligence service, New York, Free Press, 2000, 907 p. (ISBN 978-0-743-20379-1) Index en ligne